# Halles de París
Las Halles centrales, las Halles de París o, sencillamente, Les Halles (en español: Los mercados cubiertos, Las naves), fue un mercado de mayoristas del centro de París (Francia) hasta 1968, convirtiéndose a partir de la década siguiente en un centro comercial denominado Forum des Halles.
El mercado de abastos de París se creó durante el Segundo Imperio. a mediados del siglo XIX, pero en los años 1960, a causa de los grandes problemas de tráfico que ocasionaba, fue trasladado a las afueras de la ciudad, a Rungis, cerca de Orly.

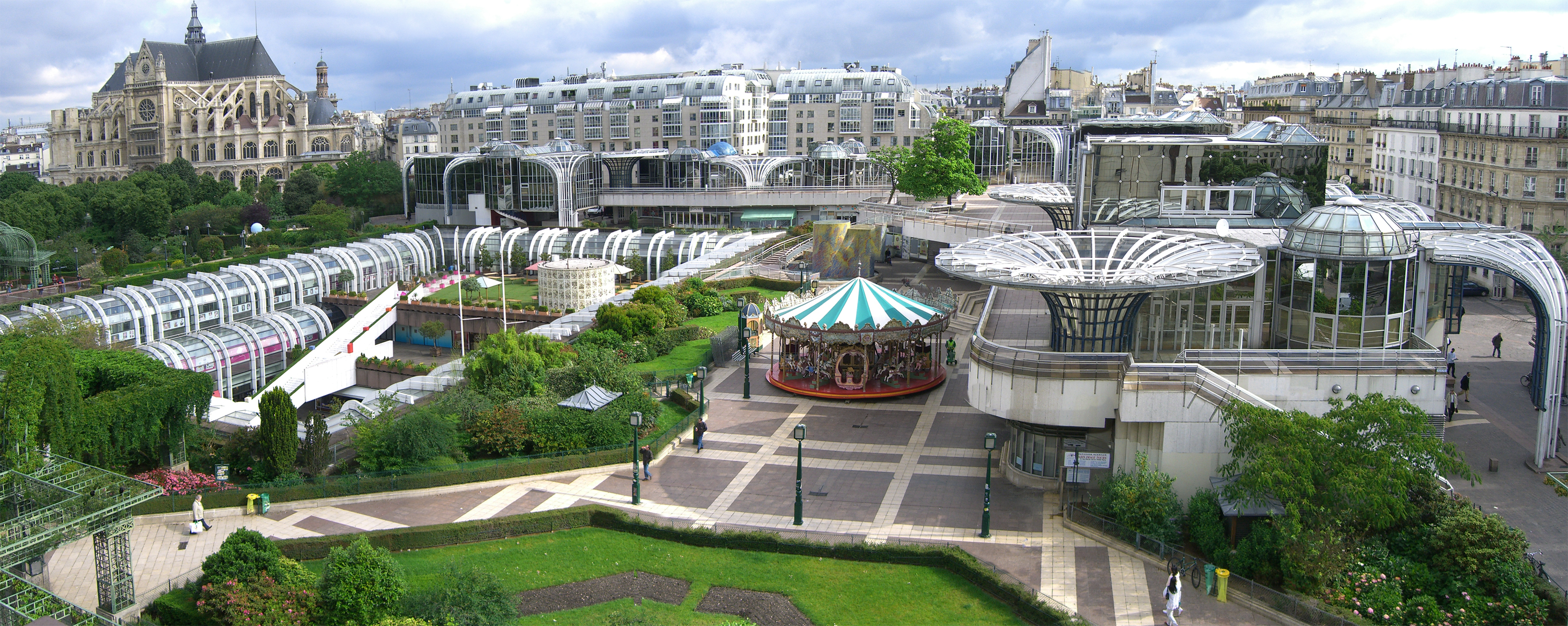
Vista del Forum des Halles.

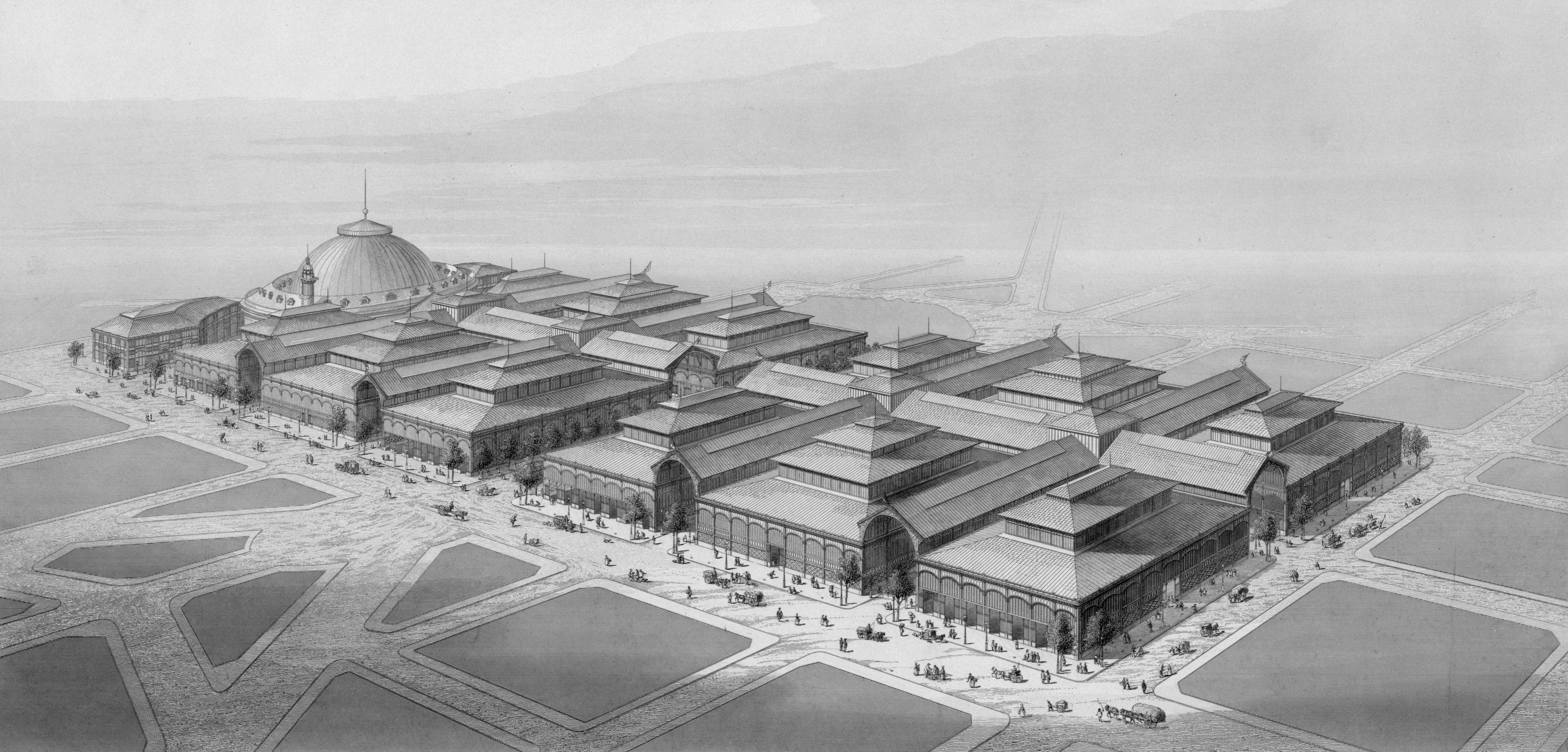
1863.

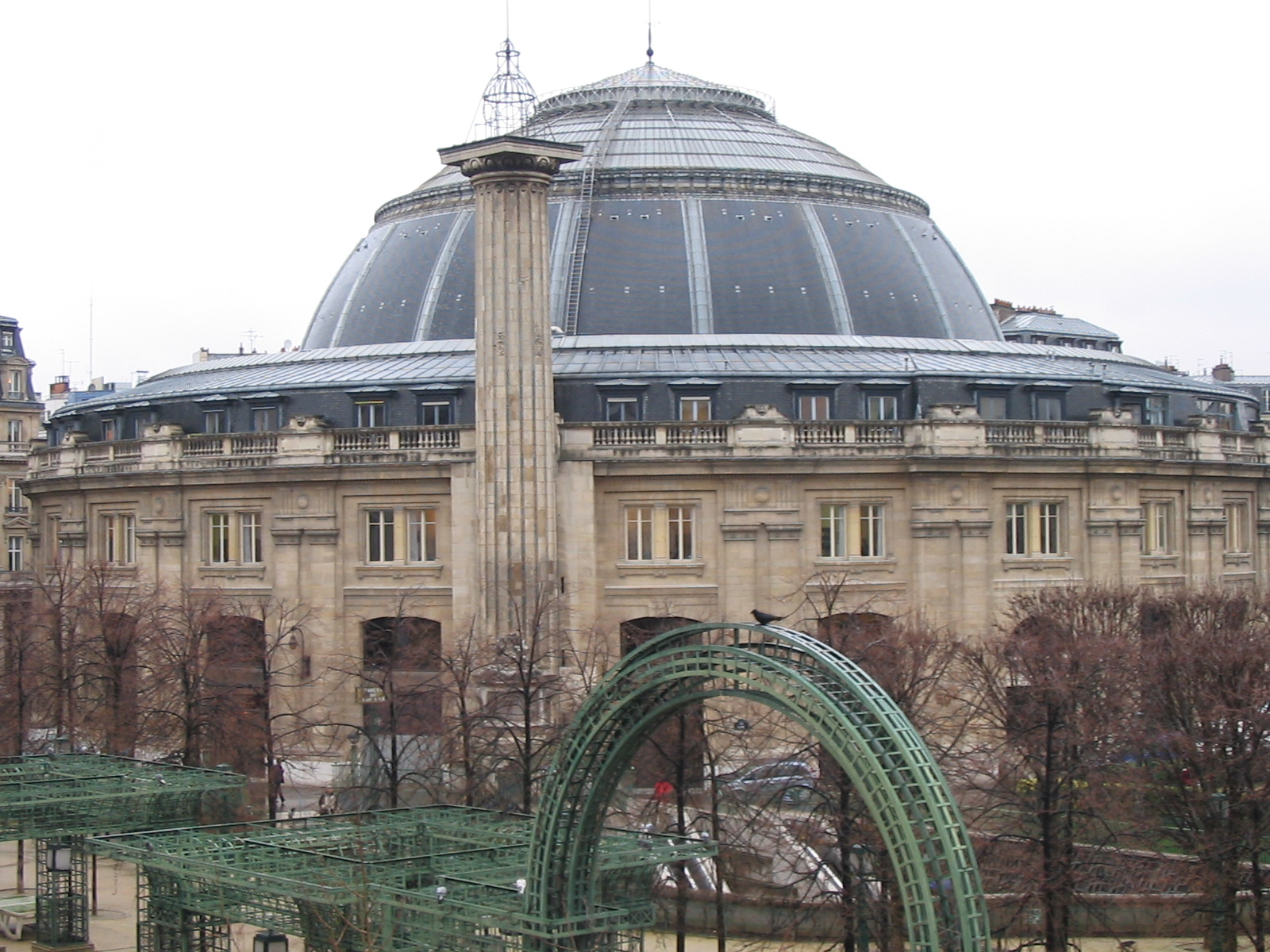
Bolsa de comercio y la columna astronómica de Catalina de Médici.

## Historia
Los mercados llegaron a ocupar una zona de 10 hectáreas comprendidas entre los distritos I, II, III y IV de la ciudad, su centro geográfico estaba en la orilla derecha del río Sena.
Cronología
1135 — Traslado del mercado central de la plaza de Grève a un lugar denominado los Champeaux o Petits Champs, que estaban situados sobre los antiguos pantanos que estaban alrededor de las murallas. Algunos años después, Felipe Augusto adquirió la propiedad de los terrenos pagando un canon al obispo de París. Pasó a ser una especie de inmenso bazar en el que, ocupando diferentes espacios, se vendían toda clase de artículos de todo tipo: comestibles, telas, zapatos, mercería. Los mercaderes instalaban sus puestos particulares cercanos a los comercios fijos de los fabricantes. Fue así cómo la calle Grand Friperie se convirtió en un mercadillo (rastro). Progresivamente fueron incorporándose otros mercaderes que vinieron a engrosar los comercios ya existentes. Su expansión alcanzó tal magnitud que Felipe Augusto hizo construir los primeros mercados cubiertos para los vendedores de paños y los tejedores, pero el mercado continuó creciendo, de forma y manera que, en el siglo XVI, se proyectó su reorganización ampliando las calles adyacentes. Se construyeron nuevas casas con sótanos o galerías porticadas que fueron conocidas como pilares de las Halles, que desaparecieron cuando se construyó el pabellón Baltard.
1789 — El Cementerio de los Santos Inocentes, ubicado entre las calles Saint-Denis, Lingerie, Ferronerie y Fers, fue convertido en un mercado de flores, frutos y legumbres. La Revolución francesa, tras el Primer Imperio modificó la concepción urbana de la ciudad. El centro de París tenía graves problemas de higiene y de seguridad y se empezó a planificar la estructura urbanística.
1808 — Napoleón inició una organización coherente de los mercados cubiertos y elaboró un reglamento para el abastecimiento de las carnes. Su idea era la de construir un mercado central ubicado entre el mercado de los Inocentes y el mercado del grano. Pese a todo, desde 1842, resurgieron los problemas de circulación y de higiene de modo que el prefecto Claude Philibert Barthelot creó la Comisión de las Halles encargada de estudiar la conveniencia de mantener las Halles en su emplazamiento o cambiarla de lugar. La licitación para su construcción fue publicada en 1848 y fue adjudicada al arquitecto Victor Baltard, que proyectó edificar doce pabellones con el techo y paredes de cristal y unas columnas de hierro. Se construyeron diez pabellones entre 1852 y 1870. La construcción de los dos restantes se terminó en 1936.
1959 — Se decidió el traslado del mercado de las Halles a Rungis y a La Villette.
1963 — El prefecto de París propuso la renovación de la orilla derecha del Sena, instalando en ella la estación del Este (670 hectáreas donde se vieron implicados 150.000 habitantes). El proyecto tuvo una gran oposición, pero el Consejo de París creó una Sociedad de estudios encargada de analizar la modificación de las Halles y sus sectores limítrofes.
1968 — Los primeros proyectos de modificación fueron rechazados por el Consejo de París. La superficie a renovar quedó reducida de 32 a 15 hectáreas, el resto sería objeto de una rehabilitación. Se proyectó la construcción de un subterráneo.
1969 — Modificación del mercado. Los pabellones del mismo serían utilizados para Manifestaciones culturales. El presidente de la República, Georges Pompidou decidió construir el Centro Pompidou.
1970 — Creación de una ZAC, acondicionamiento del futuro barrio del Reloj.
1971 — Demolición de los 6 primeros pabellones situados al este de la calle Baltard, para permitir la construcción de la estación RER y del Forum.
1973 — Demolición de los pabellones cárnicos Baltard, de los islotes Sur de las Halles y de Beaubourg.
1975 — El proyecto elegido por los parisinos fue llevado a cabo por el arquitecto español Ricardo Bofill. El centro comercial y el forum fueron realizados por el arquitecto Claude Vasconi.
1977 — Se inaugura la estación RER el 7 de diciembre.
1979 — Construcción de dos edificios, de viviendas y despachos.
1985 — Apertura de la segunda parte del Forum subterráneo (del arquitecto Paul Chemetoy). Estructuración de los jardines.
2004 — Convocatoria de un concurso de arquitectura, ordenado por el alcalde, para la renovación total del barrio. Fueron seleccionados cuatro arquitectos: Jean Nouvel, Winy Maas, Rem Koolhaas y David Mangin. El 15 de diciembre el alcalde de París, Bertrand Delanoë, convoca la propuesta para la rehabilitación de las Halles de París. El proyecto del arquitecto y urbanista francés David Mangin obtiene los votos necesarios para su realización, aunque no se llevará a cabo según sus planes. Su cometido consiste en coordinar las obras del proyecto de las que él sólo realizará una parte de las mismas. Se convocó un concurso internacional para elegir un proyecto definitivo.

### Mercado del cuero
Feudo de los peleteros y curtidores, ocupaba el lugar que, hoy en día, ocupa la Facultad de las Letras, calle Censier en el V distrito de París.
- Su instalación en la calle Censier, en el barrio del Jardín y de las Plantas, no es muy antigua. La institución es plurisecular. San Luis instaló el primer Halle en el barrio de los Inocentes, calle de la Lingerie.

- en 1785, fue trasladado a la calle Mauconseil, en el lugar que ocupaba el antiguo Comédie Italienne, donde permaneció hasta 1866.

- En 1866, el nuevo Halle del cuero fue inaugurado el 18 de marzo. Construido sobre las dependencias del antiguo Hospicio de los Cien hijos, ocupaba una superficie de una hectárea y formaba un cuadrilátero rodeado por las calles Censier, de la Chef, de Santeuil y Fer-à-Moulin.

- Además de muchas oficinas, había inmensos almacenes; un patio de 1.350 m² debajo del cual estaban los diferentes almacenes, bajo los cuales, y en enormes cuevas subterráneas se conservaba el aceite, esencias, barnices y todo tipo de grasas empleadas en la curtiduría.

- Una ordenanza policial fechada el 12 de marzo de 1866 determinaba su funcionamiento y las horas de apertura y cierre del comercio.

- en 1906 el mercado, durante la noche del 11 al 12 de mayo se incendió y quedó totalmente destruido. El barrio en el que estaba situado fue, en pocos años, totalmente reformado. La prisión de Sainte-Pélagie fue abandonada y demolida, y el Río Bièvre se cubrió en esta parte de su recorrido.

- La Facultad fue inaugurada en 1972.

### Los otros mercados
La Halle del paño fue el feudo de los maestros tejedores y tapiceros, estaba situada, en el lugar de los Gobelinos, en el distrito V.
Debido a la saturación del mercado de las Halles, se construyó, entre 1763 y 1767, la Halle del trigo, que reemplazó al ayuntamiento de Soissons. Todavía puede verse, hoy en día, la columna astronómica de Catalina de Médici que se halla en el edificio que es, actualmente, la Bolsa de comercio.
La Halle de las hierbas, dominio de los herbolarios y de sus vendedores, estaba presente en muchas ciudades de Francia. Por razones históricas, estaba situado, en París, en el Pabellón de frutas y verduras, de las Halles centrales.
La Halle del vino, propiedad de los comerciantes del vino (familiarmente, los «vinateros»), se encontraba, desde 1666 en el lugar que, hoy en día, se encuentra el Campus de Jussieu (Facultad de ciencias), también en el distrito V de París, en la parte del Sena a la que llegan las chalupas. La facultad se construyó entre 1958 y 1972.

## Forum des Halles
Les Halles se convirtió en el corazón de la capital, con una ciudad subterránea de diferentes niveles.
Comprende, a la vez:
- la estación más grande de la ciudad (Châtelet-Les Halles), con tres líneas RER, cinco de metro y catorce de autobuses, por la que pasan una media de 800 000 viajeros cada día;
- el más concurrido de los centros comerciales (el Forum), con sus 41 millones de clientes anuales y 23 salas de cine;
- la piscina más frecuentada;
- un jardín de más de cuatro hectáreas;
- numerosas oficinas públicas;
- una red de servicios subterráneos.

Le falta, no obstante, una superficie de productos alimentarios y una buena señalización.

## Les Halles en la cultura
Les Halles es el motivo principal del libro El vientre de París (Le ventre de Paris) de Émile Zola. La película de Marco Ferreri No tocar a la mujer blanca (Touche pas à la femme blanche) se rodó en este lugar, así como la película El inquilino de Roman Polanski. Pero la más famosa de las películas sobre la vida alrededor del mercado es Irma la dulce, dirigida en 1963 por Billy Wilder e interpretada por Jack Lemmon en un papel de policía despistado y por Shirley MacLaine como ingenua prostituta.
Su diseño inspiró el del Mercado de Abasto de Buenos Aires, construido entre finales del siglo XIX y principios del siglo XX, que hoy funciona como centro comercial.
En la novela Nuestra Señora de París, de Victor Hugo tienen gran importancia para el argumento los habitantes de La Corte de los Milagros, una zona de Les Halles en el medievo.